# NaNoWriMo
NaNoWriMo står för National Novel Writing Month och är ett slags tävling där deltagarna ska skriva en roman på 50 000 ord under trettio dagar i november månad. Tävlingen startades 1999 av Chris Baty, då med 21 deltagare. 2005 hade tävlingen över 50 000 deltagare. 
För att vinna tävlingen krävs endast att deltagaren når målet på 50 000 ord, inga pris delas ut för kvalitet eller dylikt utan hela projektet är egentligen bara en kreativ process och en "rolig grej" där deltagarna kan dela sina sorger med tusentals andra likasinnade under en hektisk månad.